# West Virginia Wheels
I West Virginia Wheels sono stati una franchigia di pallacanestro della AABA, con sede a Wheeling, nella Virginia Occidentale, attivi nella stagione 1978.
Terminarono il loro unico campionato con un record di 3-8. Scomparvero dopo il fallimento della lega.

## Stagioni
| Stagione | Lega | Denominazione        | V | P | %    | Piazzamento | Play-off |
| -------- | ---- | -------------------- | - | - | ---- | ----------- | -------- |
| 1978     | AABA | West Virginia Wheels | 3 | 8 | 27,3 | 4º          |          |